# Saint-Maurice-de-Rotherens
Saint-Maurice-de-Rotherens là một xã thuộc tỉnh Savoie trong vùng Auvergne-Rhône-Alpes ở đông nam nước Pháp.